# Steipe
La Steipe est une tour gothique située sur la place du marché de Trèves, à côté de la Maison Rouge. Elle doit son nom à ses piliers (Steipen) qui soutiennent le bâtiment.
La construction de ce bâtiment de quatre étages, siège du conseil municipal, a commencé en 1430 et ne s'est achevée que 50 ans plus tard (1483). L'édifice actuel est une reconstruction de 1969/70, après que le bâtiment médiéval ait été détruit par une bombe en 1944. 

## Description
La tour gothique est surmontée d'une couronne crénelée et d'un toit en forte pente. Elle présente des arcades ouvertes et étroites au rez-de-chaussée, entre lesquelles se dressent les sculptures des quatre patrons de la ville : St Pierre, Ste Hélène, St Jacob, St Paul. Les originaux se trouvent désormais au musée de la ville. Deux statues de chevaliers en armure se tiennent debout au premier étage. 
Le sous-sol du Steipe abrite aujourd'hui un restaurant.

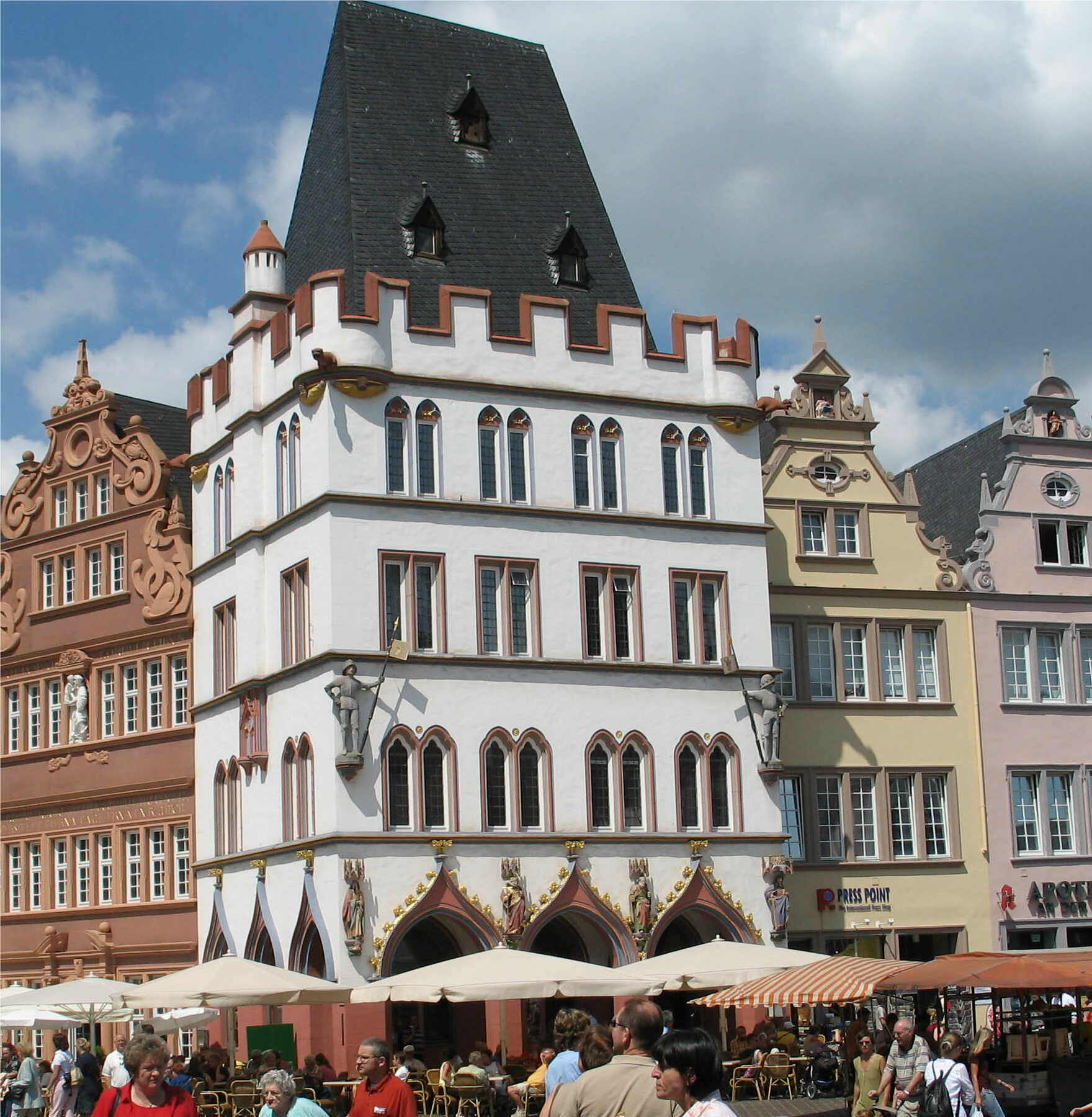
Steipe au marché principal de Trèves